# Grandes maestras del Arte
Grandes Maestras del Arte es una obra de referencia de 2002 reunida y editada por el historiador del arte Jordi Vigué, sobre las pintoras a través de los tiempos.
El prefacio del libro declara su motivación para llenar las "lagunas de olvido y opiniones contradictorias" con respecto al arte de las mujeres. Confiesa de inmediato las dificultades de manejar un tema tan amplio, pero luego de una breve reseña de las pintoras a través de los tiempos, se decide por la siguiente lista de mujeres, donde cada entrada incluye algunas ilustraciones:

## Lista de mujeres en el libro
| Nombre                         | Nacionalidad                                                              | Fecha de nacimiento              | Fecha de fallecimiento | Imagen | Pág. |
| ------------------------------ | ------------------------------------------------------------------------- | -------------------------------- | ---------------------- | ------ | ---- |
| Catharina van Hemessen         | Países Bajos                                                              | 1528                             | 1600s                  |        | 33   |
| Sofonisba Anguissola           | Italia                                                                    | 1535s                            | 1625-11-16             |        | 39   |
| Lucia Anguissola               | Ducado de Milán                                                           | 1536                             | 1565                   |        | 45   |
| Lavinia Fontana                | Italia                                                                    | 1552-08-24                       | 1614-08-11             |        | 49   |
| Barbara Longhi                 | Italia                                                                    | 1552-10-01                       | 1638-12-23             |        | 55   |
| Fede Galizia                   | Ducado de Milán                                                           | 1578                             | 1630                   |        | 59   |
| Artemisia Gentileschi          | Italia                                                                    | 1593-07-08                       | 1653 1652              |        | 65   |
| Clara Peeters                  | Provincias Unidas de los Países Bajos                                     | 1594                             | 1657                   |        | 71   |
| Giovanna Garzoni               | Italia                                                                    | 1600                             | 1670                   |        | 77   |
| Michaelina Wautier             | Países Bajos españoles                                                    | 1604                             | 1689                   |        | 91   |
| Anna Maria van Schurman        | Provincias Unidas de los Países Bajos Bélgica                             | 1607-11-05                       | 1678-05                |        | 81   |
| Judith Leyster                 | Países Bajos                                                              | 1609-07-28                       | 1660-02-10             |        | 85   |
| Louise Moillon                 | Francia                                                                   | 1610                             | 1696-12-20             |        | 97   |
| Josefa de Óbidos               | Portugal España                                                           | 1630-02-20                       | 1684-07-22             |        | 103  |
| Maria van Oosterwijck          | Provincias Unidas de los Países Bajos                                     | 1630-08-20                       | 1693-11-12             |        | 109  |
| Mary Beale                     | Reino de Inglaterra                                                       | 1633-03-26                       | 1699                   |        | 115  |
| Elisabetta Sirani              | Italia                                                                    | 1638-01-08                       | 1665-08-25             |        | 119  |
| Maria Sibylla Merian           | Provincias Unidas de los Países Bajos                                     | 1647-04-02                       | 1717-01-13             |        | 125  |
| Rachel Ruysch                  | Países Bajos                                                              | 1664-06-03                       | 1750-08-12             |        | 129  |
| Rosalba Carriera               | República de Venecia                                                      | 1675-10-07                       | 1757-04-15             |        | 135  |
| Angelica Kauffman              | Suiza Reino Unido de la Gran Bretaña e Irlanda                            | 1741-10-30                       | 1807-11-05             |        | 141  |
| Anne Vallayer-Coster           | Francia Reino Unido de la Gran Bretaña e Irlanda                          | 1744-12-21                       | 1818-02-28             |        | 147  |
| Adélaïde Labille-Guiard        | Francia                                                                   | 1749-04-11                       | 1803-04-24             |        | 153  |
| Marie-Victoire Lemoine         | Francia                                                                   | 1754                             | 1820-12-02             |        | 159  |
| Élisabeth Louise Vigée Le Brun | Francia                                                                   | 1755-04-16                       | 1842-03-30             |        | 163  |
| Marguerite Gérard              | Francia                                                                   | 1761-01-28                       | 1837-05-18             |        | 173  |
| Marie-Gabrielle Capet          | Francia                                                                   | 1761-09-06                       | 1818-11-01             |        | 169  |
| Constance Mayer                | Francia                                                                   | 1774-03-09 1775                  | 1821-05-26             |        | 177  |
| Marie-Éléonore Godefroid       | Francia                                                                   | 1778-06-20                       | 1849-06                |        | 183  |
| Rosa Bonheur                   | Francia                                                                   | 1822-03-16                       | 1899-05-25             |        | 187  |
| Lilly Martin Spencer           | Estados Unidos de América                                                 | 1822-11-26                       | 1902-05-22             |        | 193  |
| Sophie Gengembre Anderson      | Francia Reino Unido de la Gran Bretaña e Irlanda                          | 1823                             | 1903-03-10             |        | 197  |
| Elizabeth Siddal               | Reino Unido                                                               | 1829-07-25                       | 1862-02-11             |        | 203  |
| Marianne North                 | Reino Unido de la Gran Bretaña e Irlanda                                  | 1830-10-24                       | 1890-08-30             |        | 209  |
| Joanna Mary Boyce              | Reino Unido de la Gran Bretaña e Irlanda                                  | 1831-12-07                       | 1861-07-15             |        | 215  |
| Rebecca Solomon                | Reino Unido de la Gran Bretaña e Irlanda                                  | 1832-09-26                       | 1886-11-20             |        | 219  |
| Elizabeth Jane Gardner         | Estados Unidos de América                                                 | 1837-10-04                       | 1922-01-28             |        | 223  |
| Marie Bracquemond              | Francia                                                                   | 1840-12-01                       | 1916-01-17             |        | 227  |
| Berthe Morisot                 | Francia                                                                   | 1841-01-14                       | 1895-03-02             |        | 233  |
| Emma Sandys                    | Reino Unido                                                               | 1843                             | 1877-11                |        | 239  |
| Lucy Madox Brown               | Reino Unido de la Gran Bretaña e Irlanda                                  | 1843-07-19                       | 1894-04-12             |        | 243  |
| Kitty Lange Kielland           | Noruega                                                                   | 1843-10-08                       | 1914-10-01             |        | 247  |
| Mary Cassatt                   | Estados Unidos de América                                                 | 1844-05-22                       | 1926-06-14             |        | 251  |
| Fanny Churberg                 | Grana Ducado de Finlandia                                                 | 1845-12-12                       | 1892-05-10             |        | 257  |
| Anna Boch                      | Francia Bélgica                                                           | 1848-02-10                       | 1936-02-25             |        | 263  |
| Eva Gonzalès                   | Francia                                                                   | 1849-04-19                       | 1883-05-05             |        | 267  |
| Laura Theresa Alma-Tadema      | Reino Unido de la Gran Bretaña e Irlanda                                  | 1852-04-16                       | 1909-08-15             |        | 273  |
| Cecilia Beaux                  | Estados Unidos de América                                                 | 1855-05-01                       | 1942-09-17             |        | 287  |
| Evelyn De Morgan               | Reino Unido de la Gran Bretaña e Irlanda                                  | 1855-08-30                       | 1919-05-02             |        | 277  |
| Suze Robertson                 | Reino de los Países Bajos                                                 | 1855-12-17                       | 1922-10-18             |        | 283  |
| Elizabeth Forbes               | Reino Unido de la Gran Bretaña e Irlanda                                  | 1859-12-29                       | 1912-03-16             |        | 299  |
| Marianne von Werefkin          | Imperio Ruso                                                              | 1860-09-10                       | 1938-02-06             |        | 305  |
| Marie Bashkirtseff             | Imperio Ruso Francia                                                      | 1860-11-11                       | 1884-10-31             |        | 293  |
| Mary Lizzie Macomber           | Estados Unidos de América                                                 | 1861-08-21                       | 1916-02-04             |        | 311  |
| Elin Danielson-Gambogi         | Finlandia                                                                 | 1861-09-03                       | 1919-12-31             |        | 315  |
| Suzanne Valadon                | Francia                                                                   | 1865-09-23                       | 1938-04-07             |        | 325  |
| Margaret MacDonald             | United Kingdom United Kingdom of Great Britain and Ireland                | 1865-11-05                       | 1933-01-10 1933-01-07  |        | 321  |
| Louise De Hem                  | Belgium                                                                   | 1866-12-10                       | 1922-11-22             |        | 331  |
| Käthe Kollwitz                 | República de Weimar Alemania                                              | 1867-07-08                       | 1945-04-22             |        | 335  |
| Frances MacDonald              | Reino Unido de la Gran Bretaña e Irlanda                                  | 1873-08-24                       | 1921-12-12             |        | 341  |
| Paula Modersohn-Becker         | Imperio alemán Alemania                                                   | 1876-02-08                       | 1907-11-30             |        | 347  |
| Lluïsa Vidal                   | España                                                                    | 1876-04-02                       | 1918-10-18             |        | 353  |
| Gabriele Münter                | Alemania                                                                  | 1877-02-19                       | 1962-05-19             |        | 359  |
| Helen McNicoll                 | Canadá                                                                    | 1879-12-14                       | 1915-06-27             |        | 365  |
| Natalia Goncharova             | Imperio ruso Francia                                                      | 1881-06-21 1881-06-04 1881-07-03 | 1962-10-17             |        | 369  |
| Sonia Delaunay                 | France                                                                    | 1885-11-14 1885                  | 1979-12-05 1979        |        | 381  |
| Olga Rozanova                  | Imperio ruso República Socialista Federativa Soviética Socialist Republic | 1886-06-21                       | 1918-11-07             |        | 375  |
| Georgia O'Keeffe               | Estados Unidos de América                                                 | 1887-11-15                       | 1986-03-06             |        | 387  |
| Lyubov Popova                  | Unión Soviética Imperio ruso                                              | 1889-04-24                       | 1924-05-25             |        | 393  |
| Tamara de Lempicka             | Imperio ruso Polonia                                                      | 1898-05-16                       | 1980-03-18             |        | 399  |
| Alice Neel                     | Estados Unidos de América                                                 | 1900-01-28                       | 1984-10-13             |        | 405  |
| Frida Kahlo                    | México                                                                    | 1907-07-06                       | 1954-07-13             |        | 411  |
| Leonor Fini                    | Argentina                                                                 | 1908-08-30                       | 1996-01-18             |        | 421  |
| Lee Krasner                    | Estados Unidos de América                                                 | 1908-10-27                       | 1984-06-19             |        | 417  |
| Nell Blaine                    | Estados Unidos de América                                                 | 1922-07-10                       | 1996-11-14             |        | 427  |
| Helen Frankenthaler            | Estados Unidos de América                                                 | 1928-12-17 1928-12-12            | 2011-12-27             |        | 431  |
| Faith Ringgold                 | Estados Unidos de América                                                 | 1930-10-08                       |                        |        | 437  |
| Montserrat Gudiol              | España                                                                    | 1933-06-09 1933-09-06            | 2015-12-25             |        | 443  |
| Judy Chicago                   | Estados Unidos de América                                                 | 1939-07-20                       |                        |        | 449  |
| Emilia Castañeda Martínez      | España                                                                    | 1943-11-07                       |                        |        | 455  |
| Glòria Muñoz                   | España                                                                    | 1949-08-12                       |                        |        | 461  |
| Jenny Saville                  | Reino Unido                                                               | 1970                             |                        |        | 467  |